# Bahnhofstraße 9 (Wiesentheid)

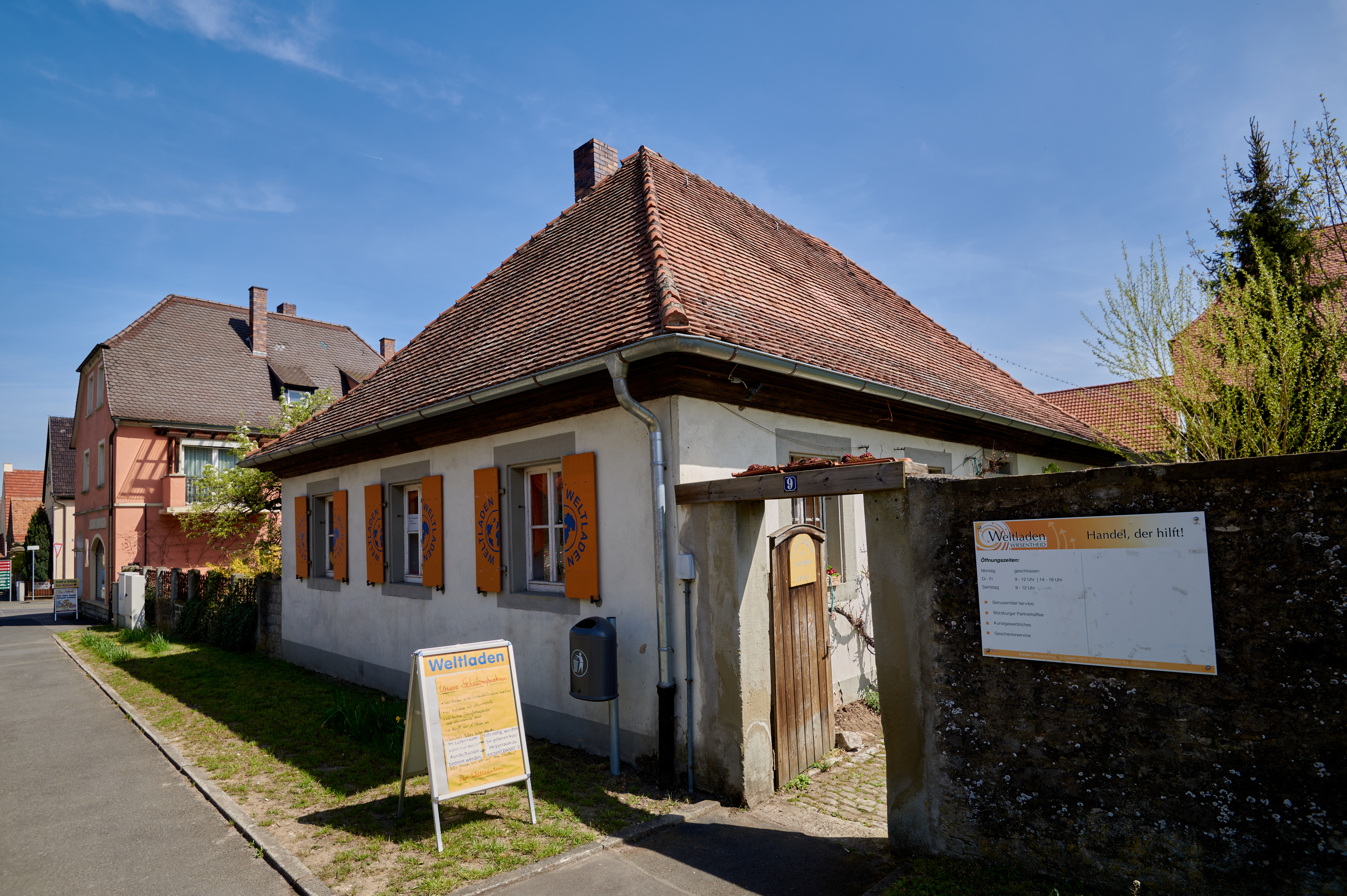
Das Haus Bahnhofstraße 9

Das Haus Bahnhofstraße 9 (auch ehemaliger Schafhof, früher Hausnummer 142) ist ein denkmalgeschütztes Gebäude im unterfränkischen Wiesentheid. Im Haus war in Mittelalter und Früher Neuzeit die herrschaftliche Schafzucht der Grafen von Schönborn untergebracht. 

## Geschichte
Das Haus in der heutigen Bahnhofstraße 9 war jahrhundertelang im Besitz der jeweiligen Herrschaft über Wiesentheid. Im Mittelalter war hier ein Lehen der Grafen zu Castell untergebracht, die auch die Oberhoheit über das Schloss innehatten. Die Anlage hatte für die Wirtschaft des damaligen Dorfes Wiesentheid eine große Bedeutung, waren doch hier die Schafe der Herren untergebracht. Die Tiere bildeten die einzige Quelle für Wolle, die für vielfältige Zwecke genutzt wurde.
Die heutigen Baulichkeiten entstanden zumeist in der Mitte des 18. Jahrhunderts, so ist das Hofgebäude selbst mit der Jahreszahl 1742 bezeichnet. Damals herrschten die Grafen von Schönborn über Wiesentheid. Der Hof bestand aus mehreren Gebäuden, die zu unterschiedlichen Zeiten entstanden. Das jüngste Bauteil, die Scheune, entstand an der Wende vom 18. zum 19. Jahrhundert. Die Hofanlage wird vom Bayerischen Landesamt für Denkmalpflege als Baudenkmal bezeichnet.

## Beschreibung
Der Schafhof selbst ist ein eingeschossiger Walmdachbau des 18. Jahrhunderts. Um ihn herum gruppieren sich weitere Baulichkeiten, die insbesondere als Scheune oder Wirtschaftsbauten genutzt wurden. Die Scheune wurde in Bruchsteinmauerbauweise errichtet und schließt mit einem Halbwalmdach ab. Ähnlich erscheint auch der Wirtschaftsflügel.